# 施泰珀尼茨河 (特拉沃河支流)
53°55′29″N 10°53′27″E / 53.92472°N 10.89083°E

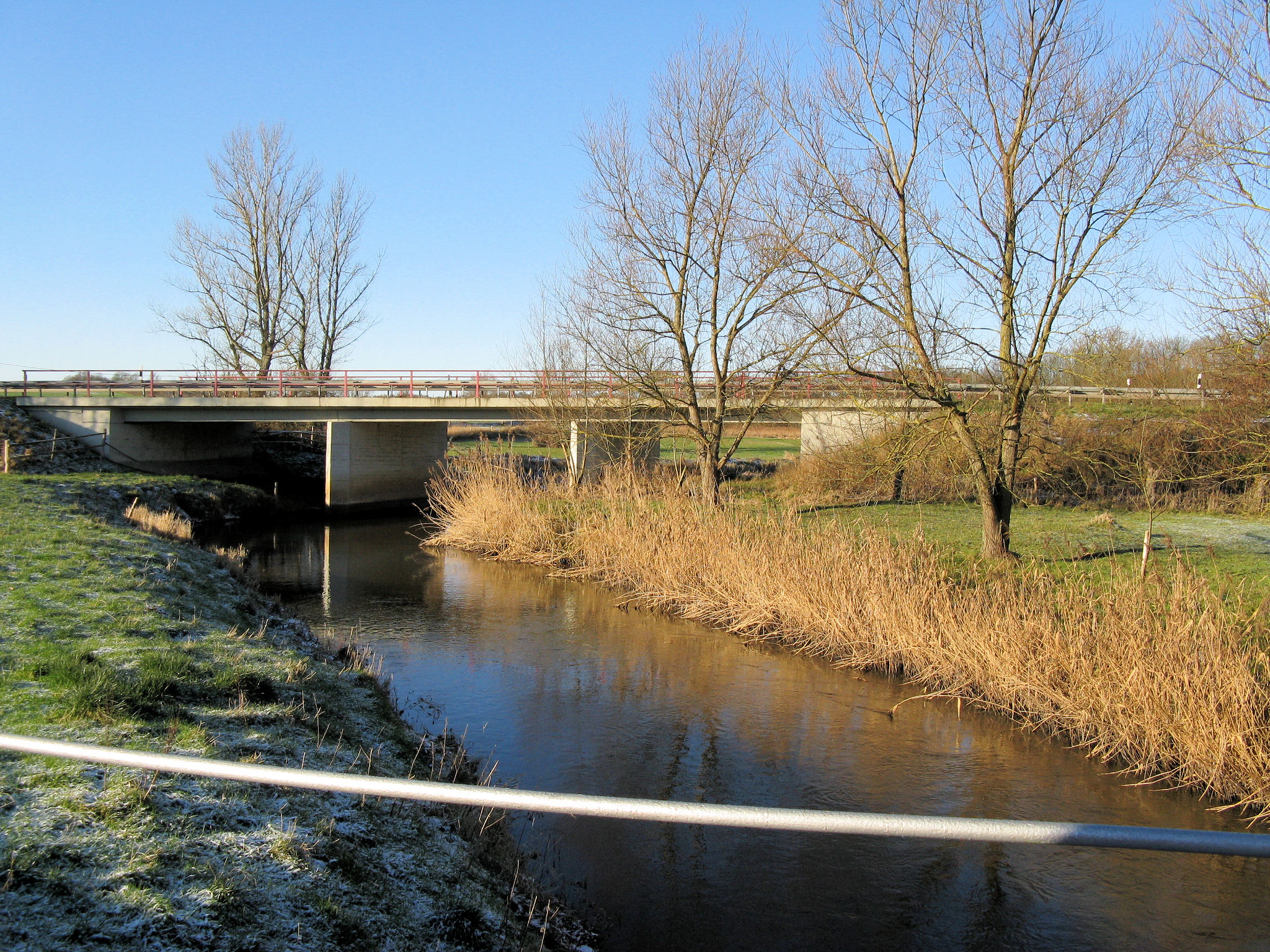
施泰珀尼茨河

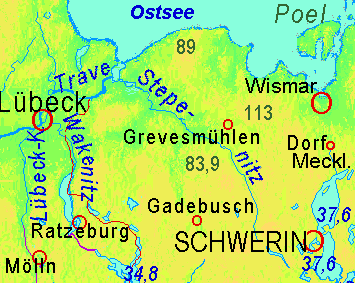
地圖

施泰珀尼茨河（德語：Stepenitz）是德國的河流，位於梅克倫堡-前波美拉尼亞州，屬於特拉沃河的支流，河道全長52公里，流域面積701平方公里，河畔城鎮有呂貝克和達索。

## 外部連結
- Stepenitz and Maurine Lowlands （页面存档备份，存于）